# François Malausséna
Pour les articles homonymes, voir Malausséna.
 (mars 2020).
Si vous disposez d'ouvrages ou d'articles de référence ou si vous connaissez des sites web de qualité traitant du thème abordé ici, merci de compléter l'article en donnant les références utiles à sa vérifiabilité et en les liant à la section « Notes et références ».
Francesco Malausséna né le 18 août 1814 à Levens (alors comté de Nice du royaume de Sardaigne) et mort  le 16 janvier 1882 à Nice (Alpes-Maritimes, France), est un homme politique français.

## Biographie
Il est le fils de Victor Malausséna, notaire à Levens, et de Françoise Baudoin, et le père d'Arthur Malausséna.
François Malausséna fait ses études au collège des Jésuites de Nice (actuel lycée Masséna) puis à l'université de Turin où il obtient un doctorat de droit. Il devient ensuite avocat à Nice.
Il a trois enfants, nés de son union avec Adèle Barralis : Arthur, Élodie et Clorine. Cette dernière épousera César-Marie Figuiera, avoué à Nice et maire d’Èze. Leurs descendants demeurent respectivement à Nice et Eze. C'est à Eze qu'est inhumée l'arrière-petite-fille de Clorine Malausséna-Figuiera : Clorine Cottier-Abeille (15 avril 1920-1er avril 2007). 

### Parcours politique
Élu conseiller municipal de Nice en 1855, il devient syndic en 1857 (succède à Adrien Barralis), fonction à laquelle il est à nouveau nommé, en 1860. D'abord opposé à l'annexion, il s'y rallie et est nommé maire de Nice en janvier 1861, poste qu'il occupe jusqu'en septembre 1870. 
François Malausséna est également élu conseiller général de Levens en décembre 1860 ; il occupe ce poste jusqu'à sa mort en 1882. Après la démission de Louis Lubonis, il est élu député de la première circonscription des Alpes-Maritimes en octobre 1868, comme candidat officiel, et siège dans la majorité dynastique (centre droit). 
Réélu en mai 1869, il démissionne à la chute du Second Empire, en septembre 1870, mais conserve son mandat de conseiller général. Il est élu président de l'assemblée départementale en 1874 et le demeure jusqu'à sa mort.

### Positionnement politique
François Malausséna est généralement considéré comme un bonapartiste libéral.

### Distinctions
- Commandeur de la Légion d'honneur.
- Officier des Saints-Maurice-et-Lazare.
- Chevalier de 2e classe de l'ordre de Sainte-Anne de Russie[2]

## Mandats
- 1857-1860 : syndic de Nice
- 1er juillet 1860 au 13 septembre 1870 : maire de Nice
- 19 octobre 1868 - 4 septembre 1870 : député des Alpes-Maritimes
- 1874-1882 : président du conseil général des Alpes-Maritimes